# Anabasis elatior
Anabasis elatior är en amarantväxtart som först beskrevs av Carl Anton von Meyer, och fick sitt nu gällande namn av Boris Konstantinovich Schischkin. Anabasis elatior ingår i släktet Anabasis och familjen amarantväxter. Inga underarter finns listade i Catalogue of Life.